# 沃尔弗拉姆·武特克
沃尔弗拉姆·武特克（德語：Wolfram Wuttke，1961年11月17日—2015年3月1日），德国男子足球运动员，司职中场。他曾代表西德国奥队参加1988年夏季奥林匹克运动会足球比赛，获得一枚铜牌。